# Ein Fall für zwei: Zuckerbrot und Peitsche
Zuckerbrot und Peitsche ist der Titel der 26. Episode der Krimiserie Ein Fall für zwei mit Günter Strack und Claus Theo Gärtner in den Hauptrollen.
In dieser Folge begibt sich Rechtsanwalt Dr. Renz anstelle des Privatdetektivs Josef Matula in eine fremde Rolle, um Nachforschungen anstellen zu können.

## Handlung
Der verängstigte Herr Bertram meldet sich nachts telefonisch bei Dr. Renz, nachdem mehrere Anschläge auf ihn verübt worden waren. Er vermutet, dass die kürzlich von ihm begonnene Steuerprüfung bei der Spedition Hufschmid, die sich auf den Import von Obst und Gemüse spezialisiert hat, damit im Zusammenhang stehen könnte. Frau Hufschmid drohte ihm seiner Einschätzung nach damit, dass seiner Tochter etwas zustoßen könne. Dr. Renz schlägt vor, ihn zu künftigen Terminen bei der Spedition als fingierter Kollege zu begleiten. Er gibt sich gegenüber der Unternehmerin einerseits als mustergültiger Beamter aus, der allerdings andererseits auch einer Bestechung nicht grundsätzlich ablehnend gegenüber stehe. Um seine Tarnung zu perfektionieren, gibt er sogar vor, in der Wohnung eines Finanzbeamten zu übernachten, während dieser sich im Urlaub befindet.
Gegenüber Matula, der sich als angeblicher neuer Hilfsarbeiter in die Spedition einklinkt, loben die Mitarbeiter ihre Chefin in den höchsten Tönen. Diese versucht allerdings, Bertram und Dr. Renz zu einer von ihr finanzierten Reise nach Peru zu überzeugen, was diese ablehnen. Nachdem Matula aufgeflogen ist, bittet Frau Hufschmid den nach wie vor inkognito arbeitenden Dr. Renz darum, sich aufgrund ihrer angeblich finanziell schwierigen Situation wohlwollend zu zeigen. Am Abend findet er in seiner vorübergehend genutzten Wohnung eine größere Menge Bargeld vor.
Als Matula und Renz am Abend Frau Hufschmid zu Hause aufsuchen, unternimmt diese scheinbar gerade einen Suizidversuch, den die beiden knapp verhindern können. Es stellt sich allerdings heraus, dass der Buchhalter Herr Kiesler in Wirklichkeit einen Mordversuch an ihr unternommen und diesen lediglich als Suizid verschleiert habe. Herr Bertram und Dr. Renz konfrontieren Kiesler daraufhin mit einigen Ungereimtheiten. Schließlich erscheint Frau Hufschmid in der Firma und fordert den sie begleitenden Staatsanwalt dazu auf, Kiesler entsprechend seiner Straftaten zu verurteilen.

## Hintergrund
Die Episode wurde überwiegend im Rhein-Main-Gebiet gedreht. Die Kulisse der Kanzlei von Dr. Renz befand sich im Hotel InterContinental Frankfurt. In einer Szene nehmen Dr. Renz und Herr Bertram ihr Mittagessen an einem Imbissstand am südlichen Mainufer ein. Die Schauspieler befanden sich dabei gegenüber dem Frankfurter Westhafen unweit der Friedensbrücke. Der Firmensitz der fiktiven Spedition Hufschmid befand sich in unmittelbarer Nähe des Henninger-Turms.